# Francelina Cabral
Francelina "Anche" Marques Cabral, née le 23 mars 1985 à Lospalos, est une coureuse cycliste timoraise.

## Carrière
Francelina Cabral commence le vélo tout-terrain en 2009 sur un vélo emprunté jusqu'à ce que des amis australiens lui en offrent un.
Francelina Cabral est la première et seule femme à participer au premier Tour de Timor oriental 2009, une course par étapes organisée à l'occasion du dixième anniversaire de l'indépendance du pays. En 2013, elle est la première championne du classement général féminin du Timor oriental. Elle remporte quatre des cinq étapes cette année-là, dont la dernière, qu’elle finit avec une clavicule cassée après une chute. Elle remporte également le Bali Mountain Bike Festival en 2013.
Francelina Cabral participe au Langkawi International Bike Challenge en 2013 et 2014. Elle prend également part aux Championnats d'Asie en 2015 et 2016.
Francelina Cabral reçoit une invitation du Comité international olympique pour participer aux Jeux olympiques d'été de 2016 à Rio de Janeiro à l'épreuve de VTT cross-country. Elle est la première cycliste féminine timoraise à concourir aux Jeux olympiques. Elle est le porte-drapeau de son pays à la cérémonie d'ouverture. Lors de la compétition du 20 août, elle finit à un tour de la gagnante à la 28e et avant-dernière place ; seule la Française Pauline Ferrand-Prévot a abandonné.
Francelina Cabral participe aux Jeux asiatiques de 2018 à Jakarta.
Elle est la présidente du Comité national olympique timorais 2021-2025.

## Vie privée
Cabral vit à Baucau. Afin de pouvoir prendre un congé sans solde de son travail dans le marketing chez Air Timor, 10 000 $ furent collectés pour elle. L'argent est nécessaire à la famille de Cabral, qui la soutient. Cabral étudie parallèlement au travail et au sport. Elle vient d'une famille agricole avec sept frères et trois sœurs et est la deuxième enfant.